# Julius Christiansen
Julius Christiansen (30 marca 1897 w Westerland, zm. 12 października 1951 w Swierdłowsku) – niemiecki prawnik, oficer wywiadu i polityk.

## Życiorys
Urodził się na wyspie Sylt, uczęszczał na preparandę i seminarium nauczycielskie w Tondern w 1914. Po zakończeniu I wojny światowej, w czasie której służył w armii cesarskiej, ukończył szkołę średnią w Kilonii w 1919 roku i rozpoczął studia prawnicze na Uniwersytecie w Getyndze. Dd 1921 studiował prawo i ekonomię na Uniwersytecie Hamburskim, gdzie w 1922 obronił doktorat. W 1920 wstąpił do Niemieckiej Partii Ludowej, w kwietniu 1932 został wybrany z jej ramienia do parlamentu pruskiego, w którym reprezentował okręg 13 (Szlezwik-Holsztyn). 
Po wybuchu II wojny światowej jako oficer rezerwy został powołany do służby czynnej i skierowany do pracy w Abwehrze. Początkowo służył w okupowanej Danii, w Kopenhadze, w 1941 został szefem Abwehrstelle Biarritz w okupowanej Francji. Od listopada w stopniu majora kierował Abwehrkommando 304 (kontrwywiad IIIF) w okupowanym Wilnie prowadząc działania przeciwko radzieckiemu i polskiemu ruchowi oporu na Litwie. Razem z miejscowym Sicherheitsdienst prowadził negocjacje z przedstawicielami Armii Krajowej mające na celu podjęcie wspólnych działań przeciwko Sowietom. W rozmowach tych uczestniczyli m.in. ppłk Aleksander Krzyżanowski ps. „Wilk” (komendant Okręg Wilno AK) i rtm Zygmunt Szendzielarz ps. „Łupaszko” (dowódca 5 Wileńskiej Brygady AK). Niemcom zależało na kontynuowaniu rozmów na wyższym szczeblu. „Wilk” oświadczył wprawdzie, że o żadnym porozumieniu nie może być mowy, wyraził jednak zgodę na spotkanie z przedstawicielem Wehrmachtu. Następnego dnia przekazał delegacji niemieckiej na piśmie polskie warunki. Żądał w nich uznania przez Niemcy niepodległości Polski w granicach z 1939 r., pokrycia wszystkich strat, które Polska poniosła wskutek inwazji niemieckiej, zwolnienia jeńców wojennych, więźniów obozów koncentracyjnych i wywiezionych na przymusowe roboty oraz przekazania uzbrojenia dla 30 tys. partyzantów, w tym broni pancernej i artylerii. Ostatecznie rozmowy wileńskie nie przyniosły rezultatu, w przeciwieństwie do rozmów w Okręgu Nowogródek (sojusz tamtejszego dowództwa AK z hitlerowcami nigdy nie został zaakceptowany przez Komendę Główną, która rozbiła go przenosząc tamtejsze kierownictwo w inne rejony Polski).
Po zajęciu Wileńszczyzny przez Armię Czerwoną został skierowany do Krakowa jako dowódca Frontaufklärungskommandos 305, awansował także na podpułkownika. W czasie radzieckiej ofensywy został wzięty do niewoli, w której zmarł w 1951.

## Życie prywatne
Dr Julius Christiansen w marcu 1923 poślubił Paulę Kayser (1895–1963), z którą miał dwóch synów. Grób rodzinny znajduje się w Westerland.

## Odznaczenia
- Krzyż Żelazny I klasy[5]
- Krzyż Żelazny II klasy
- Wojenny Krzyż Zasługi z mieczami II klasy
- Krzyż Honoru

i inne